# Trindade i Martim Vaz
Trindade oraz Martim Vaz (spotyka się też nazwę Martin Vaz) – wyspy na Oceanie Atlantyckim, należące do brazylijskiego stanu Espírito Santo. 
Leżą 715 km na wschód od miasta Vitória na południowym wybrzeżu Brazylii. Wyspy, o łącznej powierzchni 10,4 km², są niezamieszkane, jeśli nie liczyć garnizonu Brazylijskiej Marynarki Wojennej w sile 32 żołnierzy. Grupa wysp obejmuje wyspę Trindade o powierzchni 10,1 km², oraz wysepki Martim Vaz, położone 47 km dalej na wschód, o łącznej powierzchni zaledwie 30 ha (0,3 km²).
Wyspy są pochodzenia wulkanicznego i mają pofałdowany teren. To wielkie pustkowia, z wyjątkiem południowej części wyspy Trindade. Zostały odkryte w roku 1502 przez portugalskiego odkrywcę, João da Nova i pozostawały pod władzą Portugalii do czasu uzyskania przez Brazylię niepodległości. W latach 1890–1896 były okupowane przez Wielką Brytanię, następnie przyłączono je do Brazylii.
Położenie poszczególnych wysp tej grupy jest następujące:
- Ilha Trindade 20°31′30″S 29°19′30″W/-20,525000 -29,325000
- Ilhas de Martim Vaz 20°30′00″S 28°51′00″W/-20,500000 -28,850000
  - Ilha do Norte 20°30′00″S 28°51′00″W/-20,500000 -28,850000, 300 metrów dalej a pn-pn.-wsch. znajduje się Ilha da Racha, o wysokości 75 m n.p.m.
  - Ilha da Racha (Ilha Martim Vaz) 20°30′18″S 29°20′42″W/-20,505000 -29,345000, 175 m n.p.m. u północno-zachodniego krańca.
  - Ilote de Angulha, płaska, okrągła skała o wysokości 60 m n.p.m., 200 m na północny zachód od Ilha da Racha.
  - Ilha do Sul 20°31′00″S 28°51′00″W/-20,516667 -28,850000, 1600 m na południe od Ilha da Racha. Skalna wieżyczka, stanowiąca najdalej na wschód wysunięty punkt Brazylii.

## Trindade
Niewielka wyspa Trindade o powierzchni 10,3 km² leży na wschodnim krańcu biegnącego w osi wschód-zachód łańcucha podmorskich wulkanów i gór, rozciągającego się w odległości ok. 1100 km na wschód od krańca szelfu kontynentalnego u wybrzeży Brazylii. Wyspy leżą nieco dalej niż w połowie odległości między Brazylią a Grzbietem Atlantyckim, w pobliżu wschodniego krańca podmorskiego grzbietu Vitória-Trindade.
Trindade to górzysta, pojedyncza wyspa wulkaniczna, gdzieniegdzie pokryta zastygłą lawą i innymi tworami pochodzenia wulkanicznego. Jej najwyższym szczytem jest Pico Desejado, położony nieomal pośrodku wyspy, o wysokości ok. 600 m n.p.m. Inny wulkaniczny szczyt, Pico Monumento, o nieznacznie pochylonym cylindrze, wznosi się na zachodnim wybrzeżu. Młodsze wulkany, jak Vulcao de Paredao na północno-wschodnim wybrzeżu wyspy, zbudowały lawiny piroklastyczne z produktów erupcji, nie późniejsze niż z ery holocenu (Almeida, 1961). Zachowały się pozostałości krateru o 200-metrowym cylindrze. Wycieki lawy podążały ze szczytu wulkanu na północ, formując nieregularną linię brzegową i przybrzeżne skały. Mniejsze wziesienia dawnych wulkanów znaleziono w rejonie Morro Vermelho w północnej części centrum wyspy.
Na południu Trindade znajduje się niewielka osada Enseada dos Portugueses, miejsce stacjonowania garnizonu Brazylijskiej Marynarki Wojennej w sile 32 żołnierzy.

## Historia
Wyspy Trindade i Martin Vaz zostały odkryte w 1502 roku przez Portugalczyków i nie weszły w skład Brazylii, stając się częścią portugalskich posiadłości zamorskich.
W 1895 roku Anglia próbowała objąć w posiadanie ważne ze względów strategicznych wyspy, jednakże intensywne zabiegi dyplomatyczne Brazylii, mimo braku portugalskiego wsparcia, spowodowały uznanie suwerenności Brazylii na tym terenie.
W związku z uznaniem praw Brazylii do wysp, państwo to formalnie przyłączyło je do stanu Espírito Santo, a symboliczne słupy graniczne wzniesiono tu 24 stycznia 1897 roku. Obecnie władza Brazylii nad wyspami jest reprezentowana przez obecny na głównej wyspie garnizon Brazylijskiej Marynarki Wojennej. 
Na wyspie Trindade gościło wiele znanych osobistości, w tym angielski astronom, Edmund Halley, który zadeklarował włączenie Trindade do Monarchii Brytyjskiej w 1700 roku.

### The Cruise of the Alerte

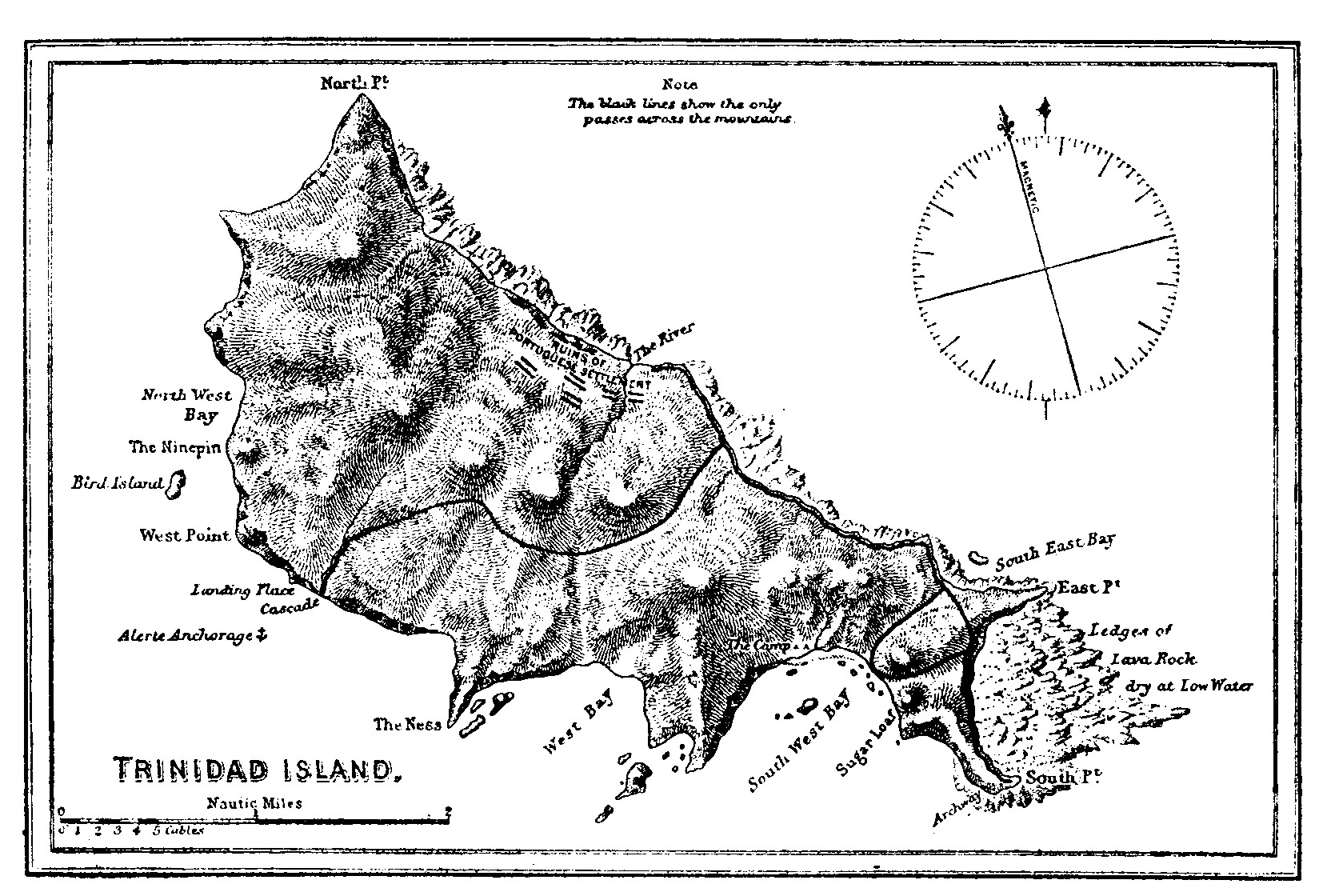
Mapa z książki The Cruise of the Alerte

W roku 1889 Edward Frederick Knight przypłynął na 20-metrowym żaglowcu Alerte. Napisał później książkę The Cruise of the Alerte o tej podróży, w której zawarł dokładny opis wyspy Trindade.
Arthur Ransome użył opisu z książki Knighta jako scenerii "Wyspy Krabów" w książce "Peter Duck", jednakże umiejscowił wyspę na Morzu Karaibskim.